# Jules Rambaut
Jules Rambaut (Reims, 6 de abril de 1998) é um jogador de basquete francês.

## Carreira
Rambaut ganhou o Euro Sub-16 em 2014. No ano seguinte, participou com a seleção francesa sub-18 5x5 do Campeonato Europeu de Volos, disputando 6 das 9 partidas. No mesmo ano, também participou do mundial sub-18 3x3 em Debrecen na República Tcheca com Bathiste Tchouaffé, Killian Tillie e Timothé Vergiat; a equipe conquistou a medalha de bronze contra a Espanha após derrota no intervalo para a Argentina.
Nos Jogos Olímpicos de Verão de 2024, em Paris, conquistou a medalha de prata no torneio masculino do basquetebol 3x3, após confronto na final contra a equipe dos Países Baixos, ao lado de Lucas Dussoulier, Timothé Vergiat e Franck Seguela.